# Cladonia subfimbriata
Cladonia subfimbriata är en lavart som beskrevs av Ahti. Cladonia subfimbriata ingår i släktet Cladonia och familjen Cladoniaceae.   Inga underarter finns listade i Catalogue of Life.